# Grinderman
Grinderman fue una banda de rock australiana-británica que surgió Londres, Inglaterra en 2006. La banda estuvo formada por Nick Cave (vocales, guitarra, órgano, piano), Warren Ellis (guitarra de cuatro cuerdas, guitarra eléctrica, mandolina, violín, viola, guitarra, corista), Maryn P. Casey (bajo, guitarra, corista) y Jim Sclavunos (batería, percusión, corista)
Fue formada como un proyecto paralelo a la banda Nick Cave and the Bad Seeds, siendo conocida como Mini Seeds. Fue creada por Cave como "una manera de escapar de la presión de The Bad Seeds". El nombre de la banda fue inspirado por la canción  "Grinder Man Blues" de Memphis Slim, que Cave empezó a cantar durante una de los primeras sesiones de ensayo de la banda. El primer álbum homónimo de la banda, Grinderman, fue lanzado en 2007 con críticas abrumadoramente positivas. El segundo y último álbum de la banda, Grinderman 2, fue lanzado en 2010 con una recepción bastante similar.
Siguiendo la extensiva gira luego del lanzamiento del segundo álbum, la banda se separó luego de un espectáculo en el Festival de música de Meredith en Victoria, Australia en diciembre de 2011. El grupo se disolvió para poder enfocarse en el próximo material de The Bad Seeds. Sin embargo, Jim Sclavunos luego dijo "No puedo predecir cual es el futuro de Grinderman – si es que hay un futuro." La banda se reunió para realizar espectáculos en el Festival de Música y Artes de Coachella Valley en Indio, California en abril  de 2013. En julio de 2019,  Nick Cave, respondiendo a un fan en su página web Red Hand Files, dio a entender que un tercer álbum de una "trilogía aun por completar" estaba en proceso.

## Historia

### Formación y álbum debut: 2006 – 2008
Nick Cave empezó a componer canciones en su guitarra después de un extenso tour durante el 2005 con The Bad Seeds para promocionar su doble álbum, Abattor Blues/The Lyre of Orpheus. La guitarra era un instrumento que Cave rara vez tocaba, dándole un toque rudimentario que hizo de este material algo más "crudo" que la música que su banda producía en ese momento. Para experimentar con este nuevo material, Cave formó Grinderman junto a  sus compañeros de Bad Seeds Warren Ellis, Jim Sclavunos y Martyn P. Casey. Esta banda paralela grabó sus primeros demos en los estudios Metropolis en Londres.  Eventualmente, estos se convertirían en la base para el primer álbum de la banda, Grinderman. El mismo fue grabado con un viejo amigo de la banda, el productor Nick Launay en abril en los estudios RAK, ubicado en Londres, dándole los últimos retoques en octubre en los estudios Metropolis.
El sencillo debut de la banda, "Get It On", fue lanzado el 8 de enero de 2007. "No Pussy Blues", una de las canciones más conocidas de la banda, fue lanzado como el segundo sencillo de la banda el 19 de febrero, con la intención de promocionar el próximo álbum. Grinderman salió a la venta en marzo del mismo año y fue aplaudido por la crítica por su energía áspera, similar a la del proyecto post-punk de Cave, The Birthday Party. A la par de su lanzamiento, el sitio web oficial de la banda se dio a conocer la misma semana y presentaba The Grinderman Podcast, un podcast el cual presentaba segmentos de grabaciones durante las sesiones de escritura del grupo. Nuevos episodios aparecieron regularmente con el curso de las semanas, con solo cinco grabaciones subidas a la página. La banda hizo su debut en vivo en el All Tomorrow's Parties Festival en Somerset el mes siguiente y el 30 de abril lanzarían su tercer y último sencillo del álbum, "(I Don't Need You To) Set Me Free". Siguiendo los eventuales lanzamientos, la banda dijo presente en el show de televisión de la BBC Later... with Jools Holland el 11 de mayo, interpretando "Honey Bee (Let's Fly to Mars)" y "No Pussy Blues". Para finalizar la promoción de su trabajo en el Reino Unido, el grupo terminó con un espectáculo en The London Forum en Londres el 20 de junio.
Grinderman hizo su debut televisivo en Estados Unidos en el programa de la CBS Late show with David Letterman,  donde tocaron el tema "Honey Bee (Let's Fly to Mars)". La banda fue también telonera de The White Stripes en su espectáculo en el Madison Square Garden el día siguiente. Luego darían un show en Chicago y dos shows en San Francisco. El grupo luego se embarcaría en un tour teatral en Australia, siendo la apertura de un solo-set de Nick Cave, el cual consistía con los mismos integrantes de la banda. Grinderman fueron uno de los principales artistas en el Festival de Roskilde en 2008.
Grinderman también contribuyó con dos canciones originales para el soundtrack de la película de Win Wenders, Palermo Shooting, las cuales fueron "Dream (Song for Finn)" y "Song for Frank". "Honey Bee (Let's Fly to Mars)" también aparecerían en los créditos finales del episodio 4, temporada 1 de la serie de HBO, True Detective el 9 de febrero de 2014.

### Grinderman 2y separación: 2009 – 2011
La banda había sido puesta en stand-by por los miembros debido al lanzamiento del decimocuarto álbum de la banda Nick Cave and the Bad Seeds, Dig, Lazarus, Dig!!! en 2008. Cave confirmó que un segundo álbum estaba planeado luego del tour de verano de su banda, sin embargo también dio a entender que el siguiente trabajo musical tendría un sonido totalmente diferente que el de su procedente. En una entrevista con XFM, una radio británica, Cave explico que Grinderman quería hacerlo más "serio" esta vez, pero sin todavía preocuparse por un éxito comercial. En otra entrevista con The Quietus en septiembre de 2009, Warren Ellis confirmó que el segundo álbum de la banda ya estaba realizado, describiéndolo como si el género "stoner rock conociera a Sly Stone a través de Amon Düül", "muy diverso" y "psicodélico".
Un extenso tour Europeo para el otoño de 2010 fue anunciado luego del lanzamiento del álbum e incluía fechas en el Reino Unido, Suiza, Italia y Eslovenia. Un segundo tour que recorrería Estados Unidos en invierno fue también anunciado en agosto. Grinderman 2 fue entonces anunciado para su lanzamiento en septiembre, con su primer sencillo "Heathen Child" dándose a conocer el 6 del mismo mes.
En enero de 2011 la banda hizo su primera aparición en el festival Big Day Out y MONA FOMA. 

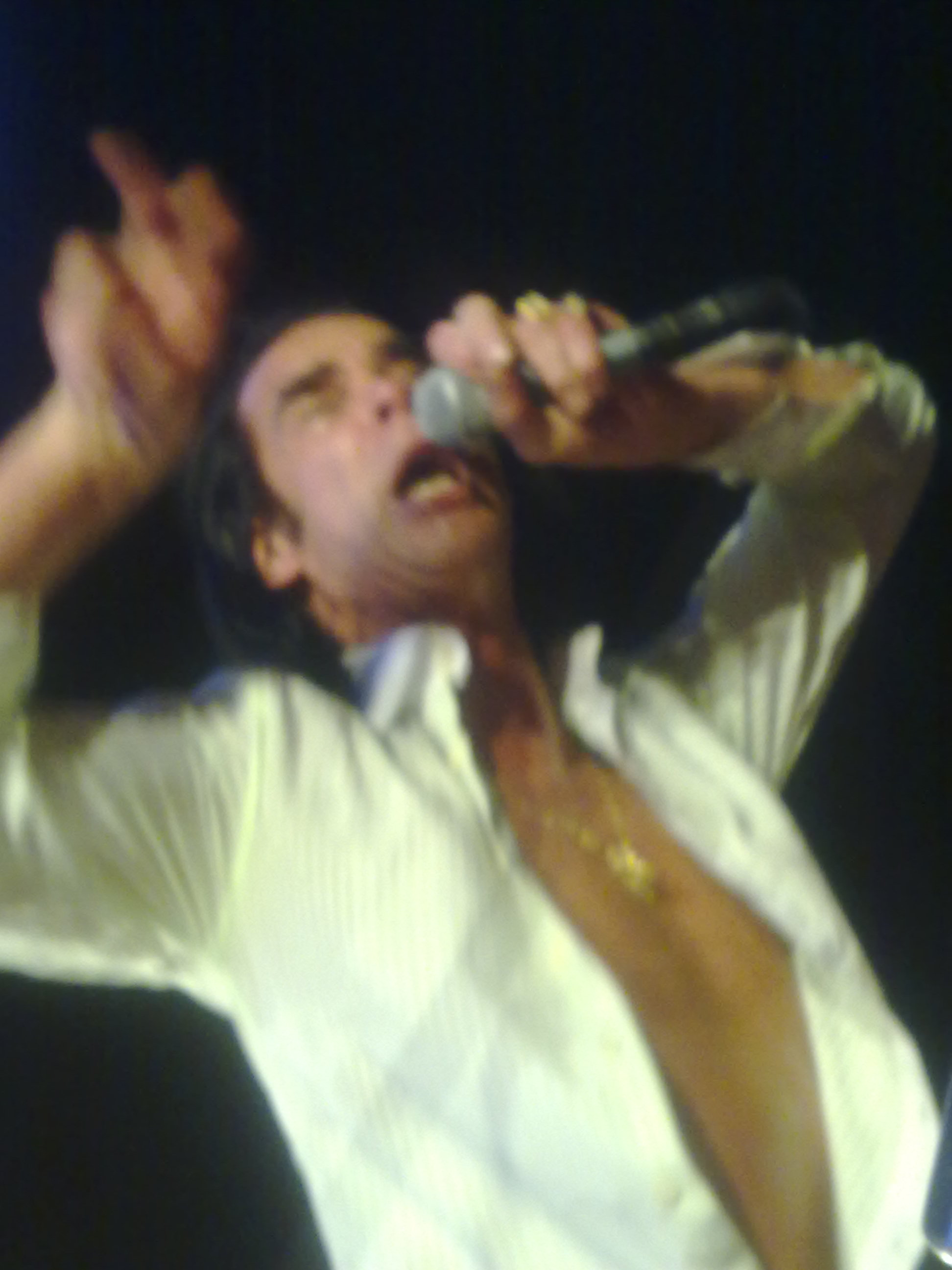
Nick Cueva metiéndose en el público durante el festival Big Day Out, 2011

El 11 de diciembre de 2011, luego de un espectáculo en el Festival de Música de Meredith en Victoria, Nick Cave anunció en el escenario que Grinderman "había acabado", diciéndole a la audiencia que "eso es todo para Grinderman. Se acabó. Tal vez nos veamos en diez años, donde seremos más viejos y más feos." Jim Sclavunos luego contó en FasterLourder que "habíamos terminado con lo que teníamos que hacer con Grinderman y es hora de seguir adelante, al menos por ahora, y en lo próximo que seguiremos será The Bad Seeds" y "No puedo predecir cual es el futuro de Grinderman – si es que hay un futuro".

### Reencuentro: 2013
Grinderman se volvió a unir para realizar espectáculos los días 12 y 19 de abril de 2013 en el Festival de Música y Artes de Coachella Valley en Indio, California, donde The Bad Seeds también dio el presente. Más tarde ese año, Cave tuiteó acerca de la inesperada reunión: "Cualquier banda de porquería lo esta haciendo, ¿por qué no alguien que es realmente bueno?"

## Discografía
- Grinderman (2007)
- Grinderman 2 (2010)